# 团扇蕨
团扇蕨（学名：Gonocormus minutus）为膜蕨科团扇蕨属下的一个种。现接受名为团扇蕨（Crepidomanes minutum (Blume) K.Iwats., 1985）。其种加词“minutus”意为“小的”。